# Conquista de Bugía (1510)
La Conquista de Bugía fue resultado de la campaña que en enero de 1510 las fuerzas españolas encabezadas por el conde de Oliveto, Pedro Navarro, emprendieron en dicha ciudad, en aquel tiempo capital del Emirato de Bugía, que aunque independiente en términos políticos dependía a su vez del Califato hafsí de Ifriquía. La conquista supuso el fin de dicho emirato y el asiento de los españoles en esta zona de la actual costa argelina hasta la pérdida de la ciudad en 1555 a manos de los otomanos. 

## Antecedentes

### La política española en el Norte de África
Alrededor de finales del siglo XV, las costas del norte de África, y en particular las hoy argelinas, acogen una constante lucha de influencias. La Monarquía hispánica y el Imperio otomano se disputan el control de esta zona, ocupada por Estados más o menos débiles y en cuyos puertos acogían, en muchos casos, la piratería. Ésta, protagonizada a veces por jenízaros, otras por elches o renegados, y otras tantas por bereberes, dañaba muy seriamente el comercio castellano y, sobre todo, aragonés, y esto, unido al temor de que los turcos aprovechasen estos puestos para lanzar ataques efectivos sobre la península, convenció al cardenal Cisneros de que era necesario hacerse con varios puertos claves en la costa con la intención de asegurarse el sur peninsular. Hay que tener en cuenta que apenas unos años antes España había culminado la Reconquista con la toma de Granada en 1492, y que los habitantes del antiguo reino nazarí, ahora moriscos, aunque conversos mantenían sus tradiciones y costumbres, pues se los había obligado a convertirse a partir de la Real cédula del 14 de febrero de 1502, en la que, dejando de lado cuanto se firmó con el antiguo emir de Granada, Boabdil, se forzó a los mudéjares a adoptar la fe de Cristo o a abandonar el reino. La inmensa mayoría del cuerpo mudéjar se convirtió, eso sí, la mayoría de forma insincera, pues no se los había convertido, sino que se los había obligado a bautizarse, y sucedía que decían practicar una religión que desconocían. Esta rebelión se produjo capaz a causa de las rebeliones que se habían sucedido en las Alpujarras un año antes que precisó de la intervención del propio rey Fernando el Católico, después de la muerte de Alfonso de Aguilar en el campo de batalla.
Aparte del interés geoestratégico que pudiera tener la plaza, lo cierto es que la ciudad de Bugía no era un puerto menor. Según cálculos de León el Africano, contaba con ocho mil hogares y era una ciudad de cierta importancia comercial. Allí gozaban de privilegios los mercaderes aragoneses y catalanes, en virtud de los pactos con el reyezuelo de la ciudad, que gobernaba allí de facto como único señor, a pesar de ser, de iure, un mero gobernador de los hafsíes. Pero éste se los había retirado en 1473. Esta pérdida de poder en la zona hizo que el cardenal Cisneros, luego de resuelto de momento el asunto morisco y con la firme convicción de continuar la Reconquista en el norte de África, decidiera emprender diversas campañas en la costa. La primera fue Mazalquivir, cuyo puerto cayó en manos españolas el 13 de septiembre de 1505, y a ésta le siguieron el Peñón de Vélez de la Gomera en el verano de 1508 y Orán, ya en mayo de 1509. En esta última campaña participaron entre ocho mil y doce mil infantes y entre tres mil y cuatro mil jinetes, que doblegaron a unos doce mil defensores ziyánidas. Había participado en la conquista Pedro Navarro, conde de Oliveto, del que tenía el cardenal muy mala opinión. Así lo demuestran sus cartas a Diego López de Ayala, en las que se muestra escandalizado por su rapacidad, indisciplina, flojedad y altanería.

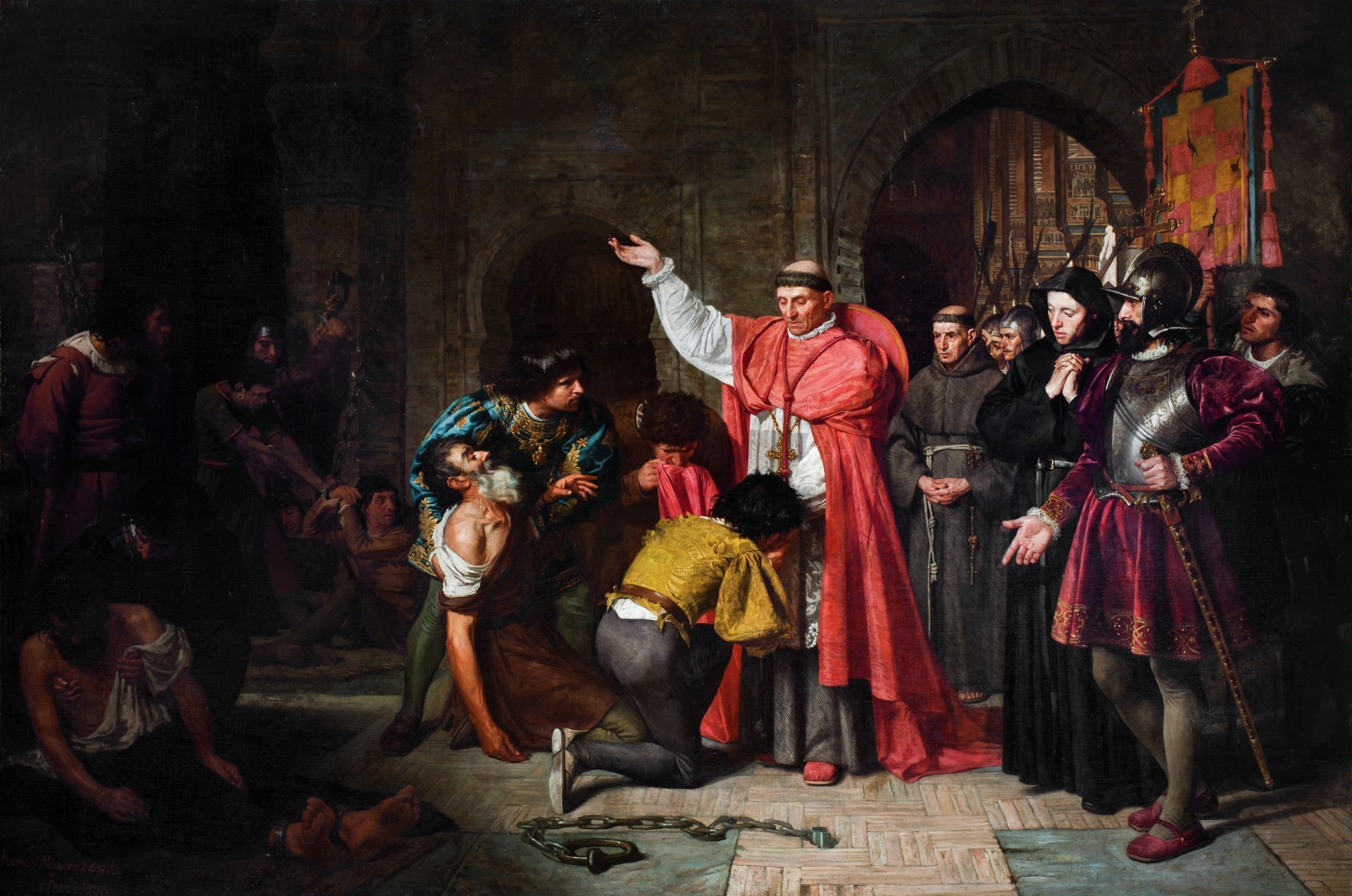
Conquista de Orán (1869), óleo sobre lienzo de Francisco Jover y Casanova, pintada a partir de la descripción de Modesto Lafuente del suceso en su Historia general de España. En la actualidad, se conserva en el depósito del Senado del Reino.

De la victoria en Orán se hizo eco la Santa Sede, pues el papa celebró demostraciones y oficios en la iglesia de San Agustín de Roma, por ser éste santo africano. El júbilo era mayúsculo, y pareciera entonces que España estaba destinada a hacerse no ya con el norte de África, sino a liberar Tierra Santa de manos musulmanas. Con este impulso reconquistador accedió el rey Fernando a que partiese una expedición contra la ciudad de Bugía.

### La situación de la costa argelina a comienzos delsigloXVI
Dicha ciudad no vivía por aquel entonces sus mejores momentos, pues a la muerte del rey Abdulaziz se disputaron su hijo, Moulay Abdállah, y su hermano, Abderramán, el control del Estado. La zona adolecía de una gran inestabilidad política, fruto del choque entre los intereses del reino de Tremecén y las regencias berberiscas, hafsíes o ziyánidas. Los gobernantes de Bugía se habían posicionado de manera decidida en favor de los otomanos, y desde finales del siglo XV ofrecieron su puerto como base para atacar las costas españolas y aun para una hipotética ocupación del Reino de Granada. Se observa, de hecho, cómo un morabito local, un tal Sidi Muhammad al-Tuwallí, afirmaba en aquellos años que las murallas de la ciudad eran mágicas y, por tanto, capaces de repeler cualquier ataque español. En el primer barrio de la ciudad fuera de la muralla, llamado Sidi Aïssa, vivían antiguos mudéjares andalusíes que, abandonando España, habían pasado a Bugía y las autoridades los habían asentado allí por no tener más espacio. También se habían asentado al otro lado de la ciudad, junto a la desembocadura del río Soummam. Se calcula que 1.265 andalusíes emigraron desde el Reino nazarí a Bugía, encabezados por el político Aben Comisa. Los partidarios de Abderramán se habían hecho con el control de la ciudad, y de ahí que los proclives a Muley Abdalá apoyasen a los españoles cuando estos arribaron.

## Desarrollo

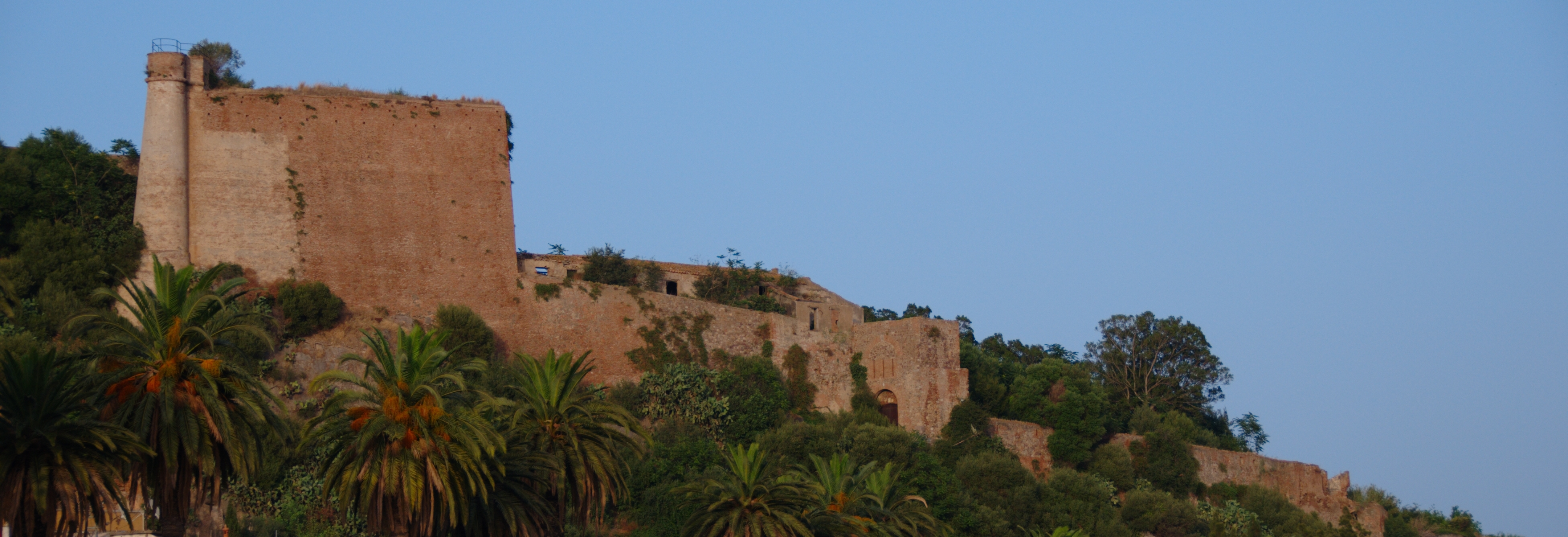
La Alcazaba de Bugía

Veinte naos y cuatro mil hombres se reunieron entre Ibiza y Formentera, prestos para lanzar el ataque. A pesar de las quejas del cardenal Cisneros, el rey Fernando confirmó a Navarro en su puesto, quien tuvo que esperar hasta el 1 de enero para levar anclas. Cuatro días después, tras haber parado en Mazalquivir, llegaron a la ciudad, donde no se los esperaba. Apenas tres naves pudieron desembarcar en primera instancia, pues se levantó un viento terral que impidió el arribo general, que no se produjo sino dos horas y media después. Parece ser que el emir Abderramán mandó a miles de peones a las murallas para defender la plaza, y que hicieron disparar la artillería allí apostada sin ningún éxito, pues apenas rozaron las naves españolas. Éstas, por el contrario, consiguieron eliminar cuantos enemigos hubiese en la playa, facilitando así el desembarco, que se produjo cerca de la tumba del jeque Aïssa es-Sebouki. Tras éste, las tropas se dividieron en dos cuerpos: uno marchó hacia el monte de Goraya, donde se había apostado el emir Abderramán, y otros avanzaron directamente hacia las murallas, donde pusieron las escalas sin mayor impedimento. Llegados los españoles, las tropas del emir prefirieron huir antes que presentar batalla. Tampoco hubo resistencia en el interior, pues la guarnición que se había quedado allí custodiando la plaza, debemos entender que en la alcazaba de la ciudad, la abandonó por la dirección opuesta a la que entraban los españoles, y con ella se marchó parte de la población, que huyó pensando que los invasores sólo venían buscando pillaje. La victoria, para la tarde del día 6 de enero, era absoluta y el botín, que impresionó en buena medida a los españoles, inmenso. El emir Abderramán abandonó la ciudad pero se apostó a ocho leguas de la ciudad, próximo al Soummam, y su sobrino y rival, Muley Abdalá, fue coronado rey. Con la conquista se liberaron cuantos cautivos cristianos hubiese allí presos.

## Consecuencias

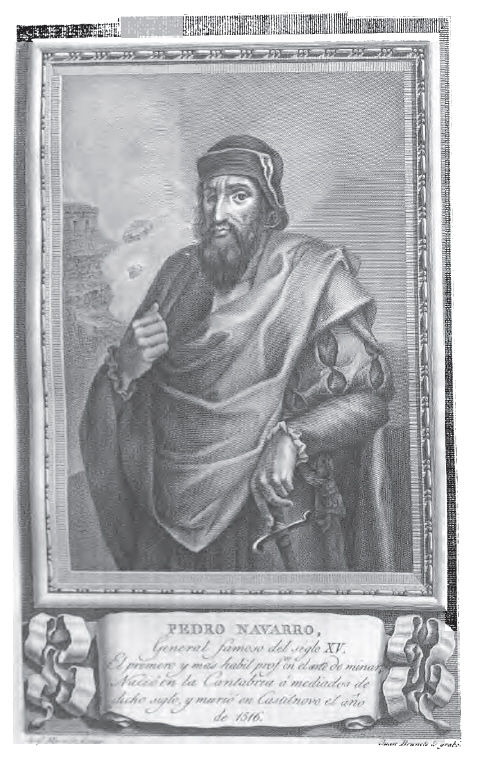
Retrato de Pedro Navarro dentro de la serie de Retratos de Españoles Ilustres publicada por la Real Imprenta de Madrid entre 1791 y 1819. Grabado de Juan Brunetti a partir del dibujo de José Maea.

En los días siguientes, Pedro Navarro dejó a cargo de la ciudad a un teniente de alcaide para asegurar la posición española, pero lejos de conseguirlo, ésta se vio debilitada porque no se consiguió suprimir a Abderramán, apostado a los alrededores de la urbe. Por su parte, el nuevo rey depuró a los no leales de la corte y sometió de nuevo a la población. Los ataques a la guarnición española, entendemos, desde los partidarios de Abderramán fueron constantes, y segaron la vida de muchos soldados españoles y aun algunos capitanes, entre los que sobresalía don Rodrigo Moscoso y Osorio, II conde de Altamira, que murió a mediados del mes de enero fruto de un accidente en el transcurso de una encamisada. Esto minó la capacidad efectiva de las fuerzas españolas, pero no deshizo el espíritu conquistador que dominaba a la tropa, puesto que el mismo Pedro Navarro comandó la toma del Peñón de Argel, frente a la capital del reino, y sometió a vasallaje a su monarca para el 31 de enero de 1510. A pesar de que no se lograba acabar con Abderramán, lo cierto es que aquella zona del Mediterráneo gozó desde entonces de una mayor seguridad, como así lo demuestra una misiva que escribe el virrey de Sicilia, don Hugo de Moncada, al rey Fernando, felicitándole por la conquista.
Estas buenas palabras no mejoraban la situación de los españoles, cada vez más dependientes de Muley Abdalá e incapaces de someter a Abderramán, que se había hecho fuerte en los montes colindantes. Dichas circunstancias frenaron la expansión española por la costa norteafricana en aquel primer tercio de 1510 e impidieron que se asentase la población cristiana de la que le habla el rey Fernando el Católico a Pedro Navarro en una carta, en la que llega a decir que: «no ha de haver moro ninguno sino que al adelante se ha de poblar de cristianos y que al presente ha de estar con guarnición de cristianos, porque no se podría luengamente conservar». No pudiendo asentar a cristianos, al menos se expulsó a los andalusíes que allí vivían, por poderles ejercer de quintacolumnistas del emir rebelde. Estos andalusíes se trasladaron a las llanuras de la Mitidja, al sur del macizo de Bouzerea, próximo a Argel. Continuó Navarro con algunas campañas por la costa y recibió al breve Capitán General de África, el II duque de Alba don García Álvarez de Toledo, cuya temprana muerte en el desastre de Yerba hizo que el conde de Oliveto lo sustituyese de manera interina en ese cargo. A aquella matanza se unieron ciertos desatinos en el gobierno español de la zona, y es que a José de Bobadilla, al que había dejado al mando de la plaza Navarro, lo sustituyó Gonzalo Mariño de Rivera. Éste puso en serios aprietos la posición española por ocurrírsele capturar, cuando visitaban la ciudad para comerciar en ella, a los jeques de Benaljubar y Benagrabín. Este golpe de mano provocó la ira de Abdalá, quien uniéndose a los montañeses de Benaljubar a poco estuvieron de expulsar a los ocupantes de la ciudad. El rey Fernando sustituyó a Mariño de Rivera por Ramón Carroz (o Carroç), quien consiguió recomponer, al menos en las formas, las relaciones con los bugiotas.
Siendo insostenible la situación de los españoles allá apostados, el rey Fernando dilucidó enviar a Antonio de Rabaneda a que alcanzase, como así hizo, un acuerdo con ambos emires, distinguiendo sus jurisdicciones y reconociendo el papel de mediadora de la Corona española. Como gesto de buena voluntad, se les exigió que entregasen a sus dos herederos: Abderramán a Mahameh el Blanco, hijo de una esclava cristiana, y Abdalá a Ahmet. Pero estos gestos de buena voluntad no surtieron el efecto previsto, pues el rey Abderramán decidió aliarse con Aruj Barbarroja para, con su apoyo, tratar de asaltar la ciudad en 1512 con tres mil bereberes. Esta intentona fracasó, el corsario otomano perdió un brazo y poco después, no sabemos si de causa natural o asesinado, lo cierto es que Abderramán murió y lo sustituyó un tal Muley el Huetach, con quien Antonio de Rabaneda consiguió pactar el 11 de noviembre de 1512 su separación de los otomanos. El corsario otomano no cejó en su empeño y en el verano de 1514 lanzó un segundo ataque, que en este caso desembocó en un asedio que de nuevo acabó en victoria española. Esto hizo que los Barbarroja fijasen su atención en Argel, hasta entonces dependiente de los españoles, a cuyo rey asesinó y sustituyó Aruj Barbarroja. Desde allí emprendió diversos ataques contra los vasallos norteafricanos de España, muchos de los cuales cayeron derrotados y se refugiaron en territorio hispánico, como el hijo del rey de Argel, Yahya, o el soberano de Tremecén, Muley Ibn Hamud III, que en este caso se refugió en Orán, española desde 1509.
Ya en tiempos del emperador Carlos Quinto, se recuperó Tremecén para la causa hispana, se restituyó al antiguo rey en el trono y se dio muerte a Aruj Barbarroja, pero no pudo hacerse lo mismo con Argel. Con la incorporación de Argel al Imperio otomano con el sucesor de Aruj, la ciudad pudo respirar con cierto alivio hasta que en 1555 se produjo su caída en manos turcas.